# 猶他州蒙蒂塞洛聖殿
猶他蒙蒂塞洛聖殿（Monticello Utah Temple）是第53座耶穌基督後期聖徒教會聖殿。

## 聖殿歷史
1997年10月，教會總會會長戈登·興格萊（Gordon B. Hinckley）宣佈在全球範圍內建造更小的耶穌基督後期聖徒教會聖殿。 這些較小的聖殿中的第一座將在猶他州蒙蒂塞洛建造。 宣布不到一年後，興格萊會長1998年7月26日奉獻了猶他蒙蒂塞洛聖殿。
該聖殿服務這一地區的約13,000人在猶他州佈蘭丁，摩押，蒙蒂塞洛以及科羅拉多州杜蘭戈和大章克申的耶穌基督後期聖徒教會的成員。聖殿地處阿巴約山之中，總面積11,225平方英尺（1,042.8平方）。
位於阿巴約山脈的山腳，這座聖殿的外牆是用一種叫做“諾亞奶油”（Noah's Crème）的大理石做的。 仔細評估了聖殿外墻上使用的一萬三千塊瓷磚，以確保它們相互融合以獲得均勻的效果。猶他蒙蒂塞洛聖殿的總建築面積為11,225平方英尺（1,043平方米），設有兩個教儀室和兩個印證室。
2020年，因冠狀病毒大流行而關門了猶他蒙蒂塞洛聖殿。

## 外部連結
- Official Monticello Utah Temple page （页面存档备份，存于）
- Monticello Utah Temple page